# Мигдаль-ха-Эмек
Мигдаль-ха-Эмек (ивр.  מגדל העמק‎, араб. مجدال هعيمق‎) — город в Северном округе Израиля, над Изреельской долиной, в 6 км к юго-западу от Нацрат-Илита, на расстоянии 30 км от Хайфы, 40 км от Тверии, 10 км от Афулы и 110 км от Тель-Авива.
Город был основан в 1952—1953 гг. как мошав, затем — город развития, выходцами из Китая. Впоследствии принял репатриантов из Марокко и других стран Северной Африки, Румынии, Ирака, бывшего Советского Союза и Латинской Америки. В 1988 году получил статус города.

## История
Основали поселение 80 семей, в основном, это были выходцы из Китая. Поселение располагалось на возвышенности, в горах, на высоте 280 метров над уровнем моря, внизу простиралась плодородная Израильская долина. Отсюда и название города, которое переводится как башня над долиной. Город окружен лесом, воздух сухой и прохладный, типично горный климат.
Город постоянно растет, а это требует интенсивного жилищного строительства. Вместе с развитием промышленности возрос и приток квалифицированных кадров, все это было связано с осуществлением жилищной программы «Построй свой дом», которая сама по себе тоже стала стимулом для привлечения рабочей силы.

## Население
По данным Центрального статистического бюро Израиля, население на начало 2020 года составляло 25 675 человек.
Следующий график показывает рост населения по месту жительства:
Мигдаль-ха-Эмек — моноэтнический город. 92,3 % жителей являются евреями.

## Образование
Город занимает одно из ведущих мест в стране по образованию и первое место по количеству выпускников, получивших аттестат зрелости. Школы и детские сады компьютеризированы. В городе 40 детских садов, 7 начальных школ, гимназия. В детских садах дети занимаются искусством и музыкой. В некоторых садах есть продлённый день. Действует центр повышения квалификации педагогов.

## Экономика
Основным видом экономической деятельности городского округа является промышленность: в городе располагаются около 70 предприятий — крупных и мелких, из них 29 — предприятия высоких технологий, в частности: Tower Semiconductor, Flextronics, KLA Tencor, Vishay Intertechnology и другие.
В 2022 году компания по производству микрочипов Tower Semiconductor, на которой работает 6000 сотрудников, была приобретена компанией Intel.Среднемесячная зарплата в городе в 2019 году составила 6998 шекелей (в среднем по стране 9745 шекелей).

## Физико-географическая характеристика
Мигдаль-ха-Эмек расположен на месте стыка одного из отрогов горной цепи Назаретских гор и северной части Изреельской долины. Находится на уровне 280 м над уровнем моря.
Город отличается прохладным и сухим, типично горным климатом.

## Культура
В Мигдаль-ха-Эмеке работает культурный центр, в который входят отделение спорта, центр музыки, множество кружков и курсов. Издается альманах литературного объединения «Родник». В городе много репатриантов — деятелей искусства и культуры, они создали творческое объединение «Агам» («Озеро»).

## Транспорт
- Автобусный транспорт — в настоящее время в Мигдаль-ха-Эмеке действуют два оператора: компании «Кавим» и «Хеврат ха-Несиот ве ха-Таярут Нацерет ба’ам» (ивр.).
- Маршрутное такси — параллельно с автобусным транспортом, в районе городской черты, циркулирует достаточно большое количество маршрутных такси.
- Автомобильный транспорт — в северной части города, с востока на запад, проходит одна из важнейших транспортных артерий Нижней Галилеи «шоссе № 75», которая соединяет Назарет с Хайфой.
- Железнодорожный транспорт — 29 августа 2016 года была открыта железнодорожная станция «Кфар Барух-Мигдаль-ха-Эмек», находящаяся на железнодорожной ветке Хайфа—Бейт-Шеан. Станция находится примерно в 4 километрах к югу от города Мигдаль-ха-Эмек. Движение поездов по этой ветке началось в октябре 2016 года.